# Melicado de Varanda

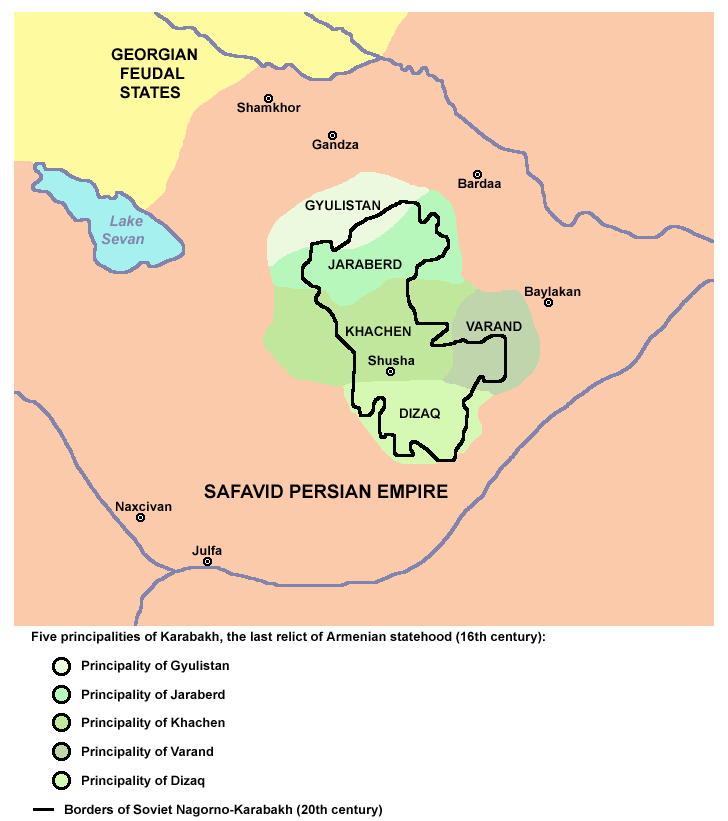
Melicados de Carabaque (séc. XVI)

O Melicado de Varanda (em armênio/arménio:  Վարանդայի մելիքություն, transl. Varandayi melik’ut’yun) foi um dos cinco melicados armênios da região de Carabaque. Abrangeu Varanda, um gavar localizado na parte sudeste de Carabaque.
Os meliques (príncipes) governantes do principado pertenciam à família Xanazariã, que não muito antes de sua ascensão ao poder viviam em uma área ao redor do Lago Sevã, de onde eventualmente fugiram. O melicado foi estabelecido em 1606, quando melique Xanazar de Guelã instalou seu irmão em Varanda, que ele próprio havia recebido como recompensa do xá Abas I (r. 1588–1629), o xá (rei) safávida do Irã. Antes da tomada dos Xanazarianos, Varanda era governada por outra linhagem de meliques, cujo último governante foi melique Muzafar. Varanda e os outros melicados defenderam a noção de um Estado Armênio, que foi usado pelos safávidas para lutar contra o Império Otomano. A família Xanazariã foi uma das últimas famílias a perder seu melicado, o que ocorreu em 1813, quando o Império Russo o conquistou.
A sede dos meliques de Varanda ficava em Avetaranots (Chanakhchi). A fortaleza de Asquerã protegia a fronteira oriental do melicado. Em 1719-1724, o comandante militar armênio de Carabaque, Avã Iuzbaqui, construiu o sghnakh (acampamento militar) de Xuxi ou Xuxa em Varanda. Mais tarde, melique Xanazar II de Varanda mostrou o local de Xuxa ao seu aliado Paná Ali Cã, que o expandiu em uma fortaleza adequada e capital para o Canato de Carabaque.

## Meliques
Esta lista foi retirada de Os Melicados e as Casas Melique de Artsaque nos séculos XVII a XIX, de Artaque Magaliã.

### Pré-Xanazariã (c. 1606)
- Papi, filho de Haquijã;
- Avã, filho de Papi;
- Agã, irmão de Avã;
- Paxá/Paxique, filho de Avã;
- Daniel;
- Muzafar.

### Xanazariã
- Mirzabeque I (mencionado em 1606);
- Bagui I, filho de Mirzabeque (mencionado em 1633);
- Xanazar I, filho de Bagui I (mencionado em 1646, 1673);
- Bagui II, filho de Xanazar (falecido em 1730);
- Huceine, irmão de Bagui II (falecido em 1736);
- Mirzabeque II, filho de Bagui II (falecido em 1744);
- Hussepe, filho de Huceine (falecido em 1747);
- Xanazar II, irmão de Hussepe (falecido em 1792);
- Junxude, filho de Xanazar II (falecido em 1812);
- Melique Cudadade, filho de Junxude (1793–1833); governante final de Varanda.